# Palisade (Minnesota)
Palisade – miasto w Stanach Zjednoczonych, w stanie Minnesota, w hrabstwie Aitkin.